# Fiat Panda
El Fiat Panda es un automóvil del segmento A producido por el fabricante italiano de automóviles Fiat desde el año 1980. Existen tres generaciones distintas, y todas poseen motor delantero transversal. Ha sido el primer automóvil urbano en disponer de tracción integral, el primero en montar motores diésel, eléctricos, de gas natural y de gas licuado. En 1990 se convirtió en uno de los primeros automóviles modernos de gran serie en contar con una versión eléctrica. En sus cuarenta años de existencia ha sumado unas ventas mundiales de más de 6,5 millones de unidades, de los cuales casi medio millón disponían de tracción total.

## Primera generación (1980-2003)

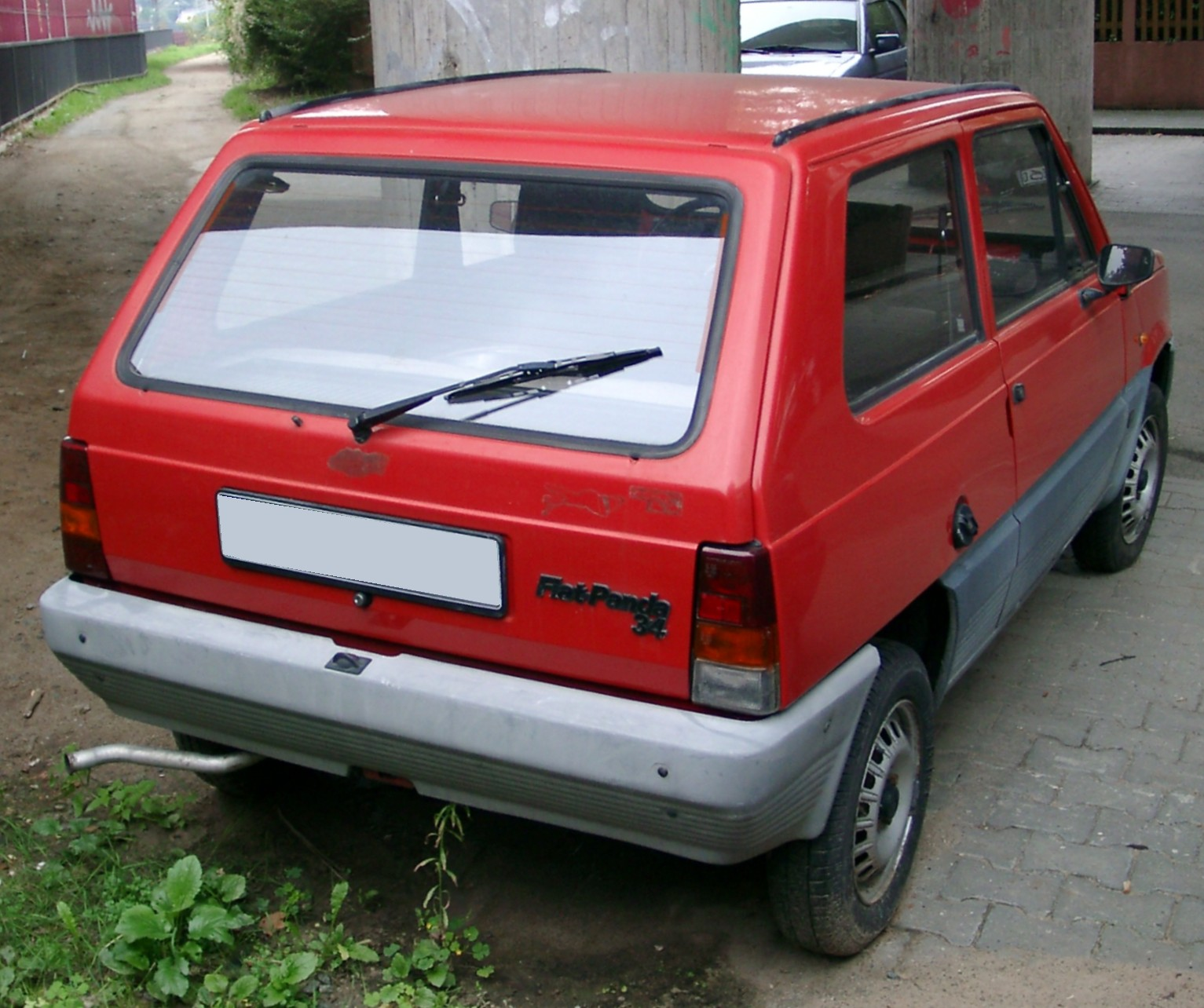
Fiat Panda vista trasera

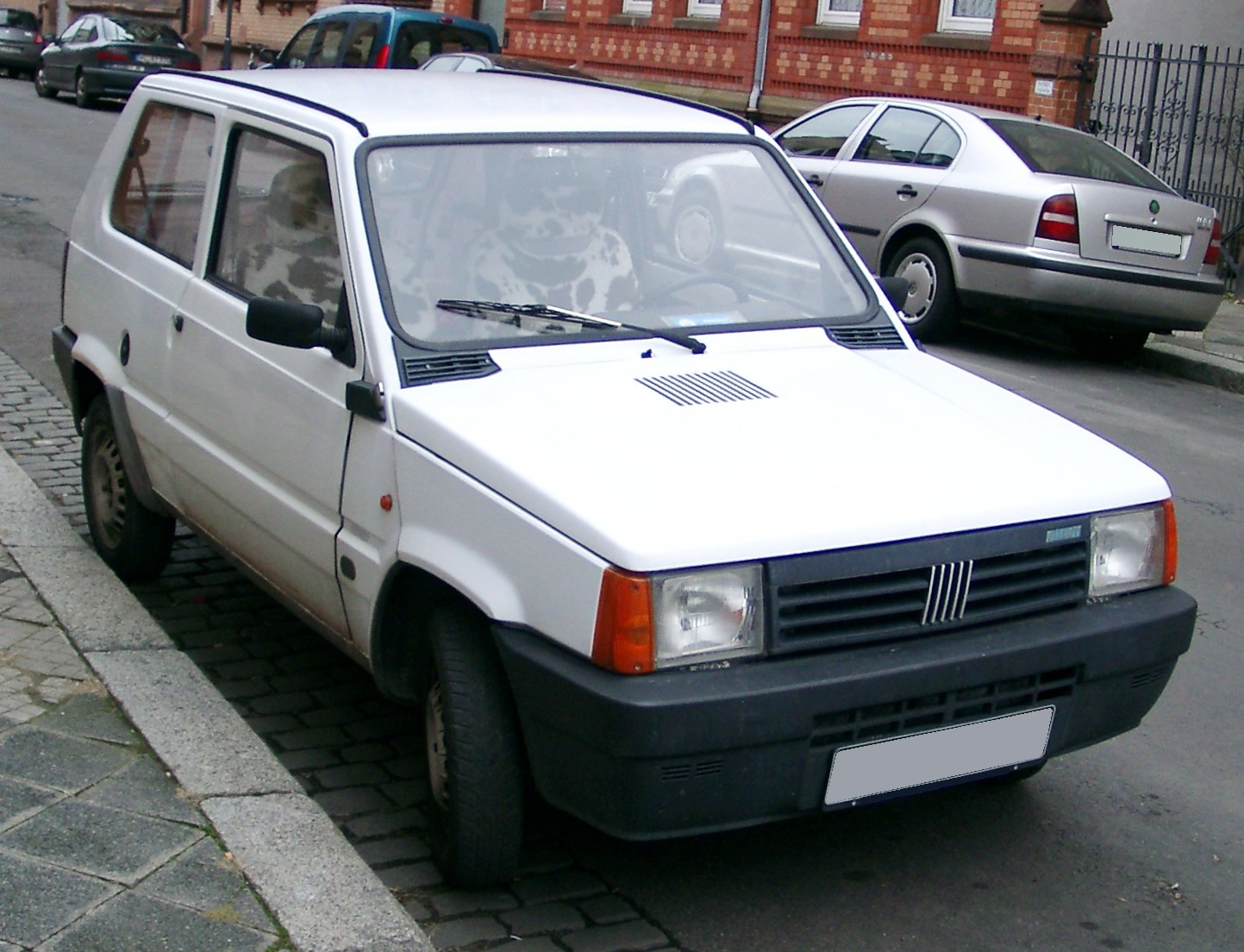
Fiat Panda nueva calandra

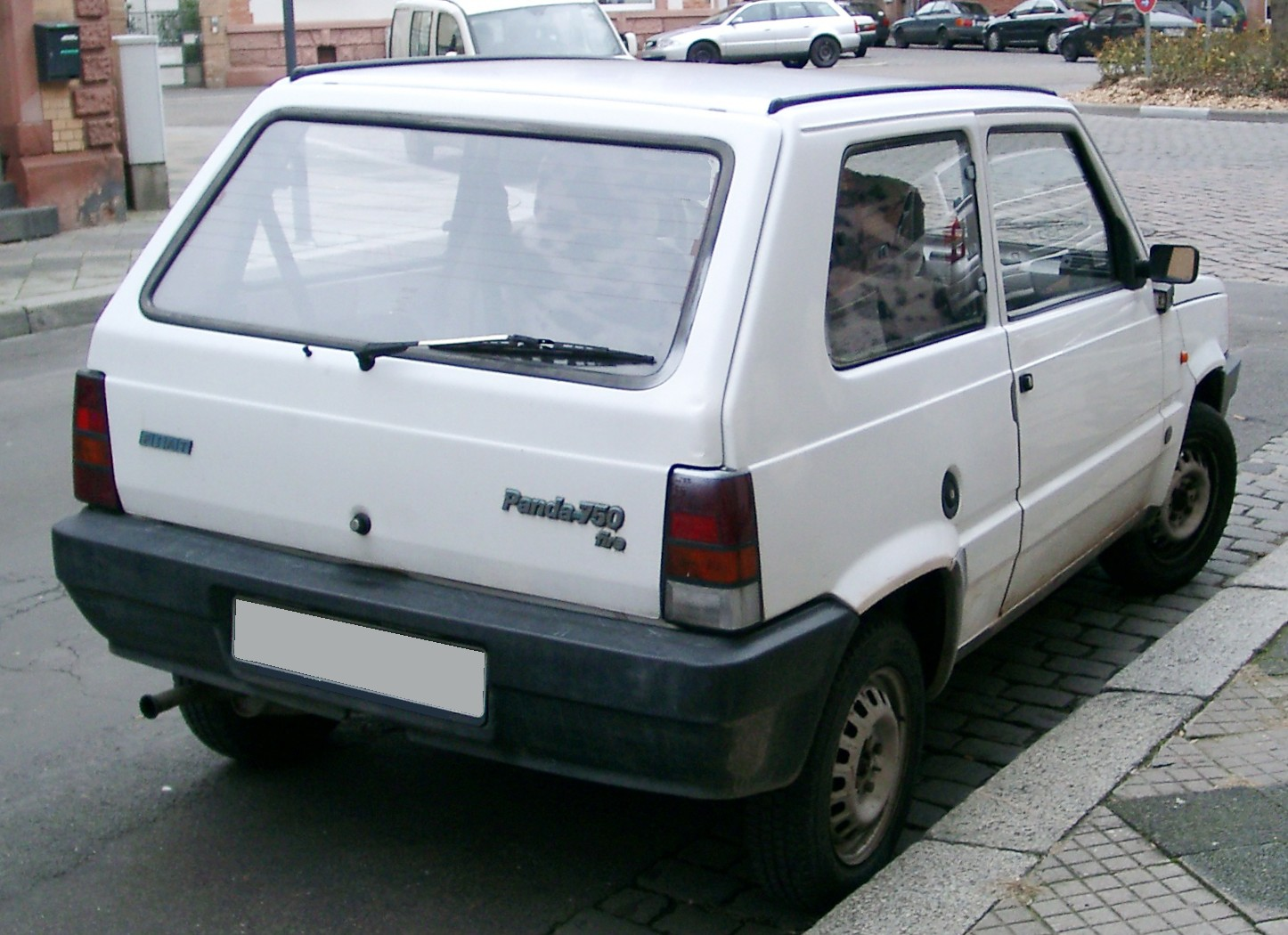
Fiat Panda con la llegada del restyling la matrícula en
la parte trasera pasa a situarse en el parachoques

La primera generación del Fiat Panda es un hatchback de tres puertas diseñado por Giorgetto Giugiaro para cubrir el hueco en la gama entre el Fiat 126, también del segmento A, y el Fiat 127, del segmento B. Fue pensado como un automóvil de bajo costo (por lo que compartía componentes con ambos modelos), siendo creado con la finalidad de ser un automóvil lo más funcional posible; de hecho, a la hora de concebir el habitáculo del Fiat Panda, Giugiaro se inspiró observando el interior de un helicóptero de combate.
El Panda debía ser un modelo económico, funcional y robusto; y a la vez, debía tener unas prestaciones lo suficientemente elevadas, que le permitieran moverse con agilidad por carretera, pues su uso no se limitaba exclusivamente al tráfico de las grandes ciudades. Así pues, todo su acristalamiento se lograba a base de lunas planas, su limpiaparabrisas contaba con un solo brazo, y sus interiores se habían diseñado pensando en la funcionalidad como objetivo principal; los asientos y la parte baja del salpicadero estaban confeccionados con una base de tubos metálicos y forrados en el mismo género, pudiéndose incluso desmontar estas tapicerías para lavarlas en una lavadora doméstica. También se podía transformar fácilmente el interior del Panda en una cama para su uso ocasional, o en una pequeña furgoneta con las más diversas aplicaciones.
Sus motores en el momento de su lanzamiento eran un gasolina de dos cilindros y 650 cc de cilindrada refrigerado por aire y un cuatro cilindros en línea de 903cm3 y refrigerado por agua. Más tarde se añadieron otros motores gasolina de cuatro cilindros de la familia FIRE, todos ellos de menos de 1.1 litros de cilindrada, y un diésel de 1.3 litros. El Fiat Panda, también existe con versión eléctrica y 4x4 desde el inicio de su comercialización, siendo este, destinado al mercado suizo y habiendo obtenido galardones a la innovación y ecología otorgados por aquel país. Además de los tracción delantera, el Panda 4x4 fue el primer automóvil con motor delantero transversal y tracción a las cuatro ruedas al mismo tiempo y el primer automóvil de menos de cuatro metros en introducir una motorización diésel (1986) o en ofrecer tracción integral (1983).
El Fiat Panda número un millón se fabricó en julio de 1984 y el dos millones en agosto de 1988; se dejó de fabricar en mayo de 2003, con 4,5 millones de unidades fabricadas. El fabricante español SEAT vendió el modelo con el nombre SEAT Panda entre 1980 y 1986, y con el nombre SEAT Marbella entre 1986 y 1998.

### Versiones especiales
Del Fiat Panda se realizaron multitud de ediciones especiales:
- Panda 45 Stéréo - 1982
- Panda 45 CL FM - 1984
- Panda 30 CL College - 1985
- Panda 45 S V.I.P. - 1985
- Panda 45 S Bianca - 1985
- Panda 34 Bianca - 1985
- Panda 34 Nera - 1985
- Panda Nuova 4x4 - 1985
- Panda 1300 D - 1986
- Panda 750 Young - 1987
- Panda 4x4 Sisley - 1987
- Panda 4x4 Brava - 1987
- Panda 4x4 Val D'Isère - 1987
- Panda 4x4 Piste Noire - 1987
- Panda 750 FIRE CL Shopping - 1987
- Panda 750 FIRE L Fantasia - 1987
- Panda 750 FIRE L Fun - 1987
- Panda 750 FIRE L Pop - 1987
- Panda 750 FIRE L Adria - 1987
- Panda 750 FIRE CL Shopping II - 1988
- Panda 750 FIRE CL Shopping FM - 1988
- Panda 750 FIRE CL Bella - 1989
- Panda 1000 FIRE CL Bella - 1989
- Panda 4x4 Sisley II - 1989
- Panda 4x4 Trekking - 1989
- Panda 750 Young 2 - 1989
- Panda 750 FIRE L Dance - 1989
- Panda 900 Dance - 1989
- Panda 4x4 Val D'Isère II - 1989
- Panda 1000 FIRE Sergio Tacchini - 1990
- Panda 750 Mondiali di Calcio/Italia '90 - 1990
- Panda 750 FIRE L Mondiali di Calcio/Italia '90 - 1990
- Panda 750 FIRE CL Mondiali di Calcio/Italia '90 - 1990
- Panda 750 FIRE S Mondiali di Calcio/Italia '90 - 1990
- Panda 750 FIRE Sergio Tacchini - 1990
- Panda 750 FIRE L New Dance - 1990
- Panda 900 New Dance - 1990
- Panda 900 Bella - 1990
- Panda 900 i.e. Dance II - 1991
- Panda 4x4 Trekking II - 1991
- Panda 1000 FIRE Nuova Shopping - 1991
- Panda 900 i.e. Regimental - 1992
- Panda 900 i.e. Cafè - 1992
- Panda 750 FIRE Cafè - 1992
- Panda 900 i.e. Eleganza - 1992
- Panda 750 FIRE Pink - 1992
- Panda 750 FIRE Verde - 1992
- Panda 750 FIRE Malicia - 1992
- Panda 750 FIRE Estivale - 1992
- Panda 1000 i.e. FIRE Pink - 1992
- Panda 1000 i.e. FIRE Verde - 1992
- Panda 1000 i.e. FIRE Cafè II - 1993
- Panda 1000 i.e. FIRE Regimental II - 1993
- Panda 1000 i.e. FIRE Marine BlueBay - 1993
- Panda 1000 i.e. FIRE Mod - 1993

### Fiat Panda Elettra
En 1990 se presenta el Fiat Panda Elettra, versión con motor eléctrico de la gama Elettra.
Foro del fiat panda de primera generación

## Segunda generación (2003-2012)

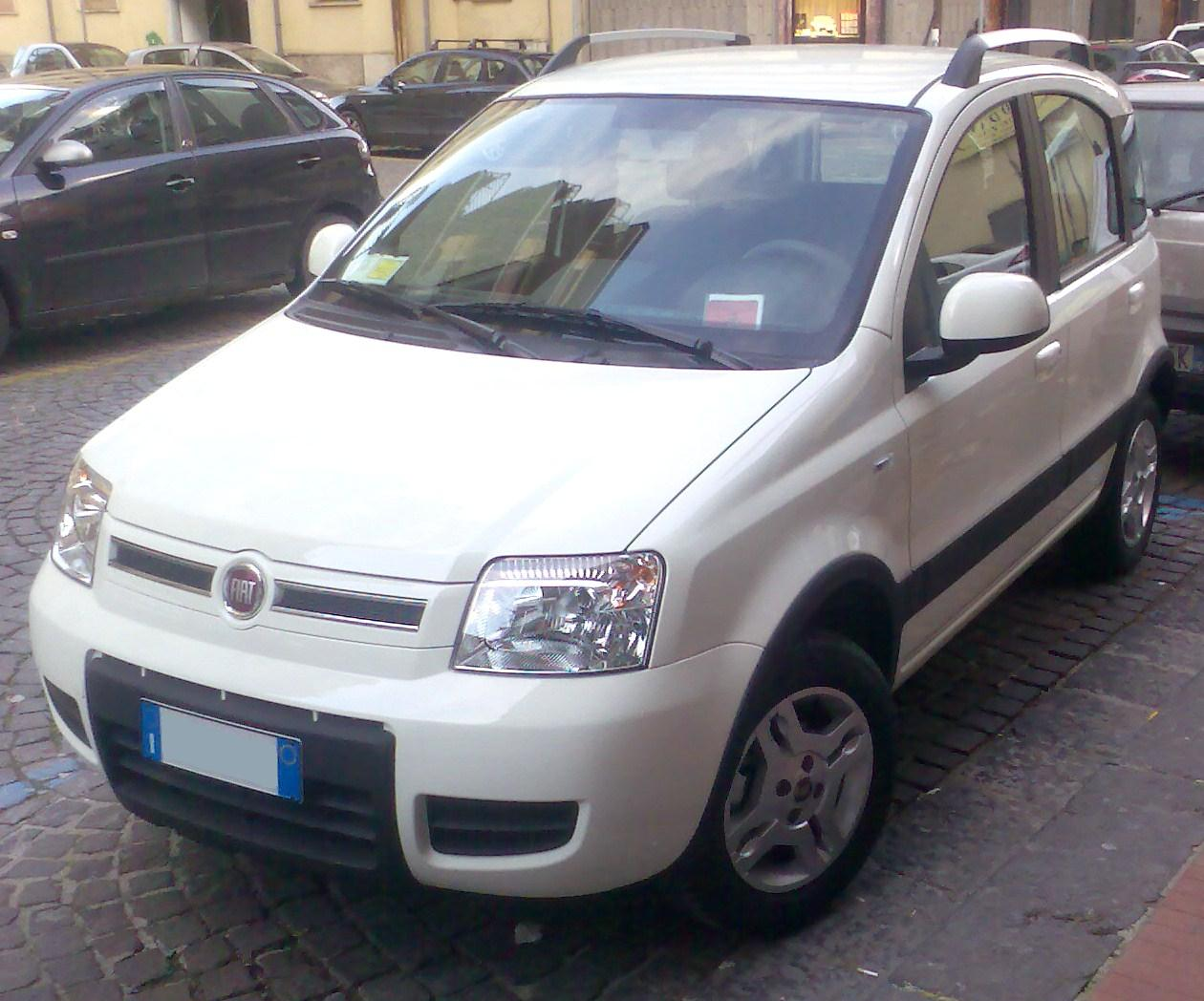
Fiat Panda 4x4 (2010).

El Panda de la segunda generación (Proyecto 169), también cubre el hueco entre un automóvil del segmento A y otro del segmento B, en este caso los Fiat Seicento y Fiat Punto. El Panda fue galardonado como el Coche del Año en Europa en 2004, y se fabricaron un millón de unidades entre mayo de 2003 y septiembre de 2007. Al igual que el Panda I, existen variantes con tracción delantera y con tracción a las cuatro ruedas, pero es un hatchback de cinco puertas.
Sus motores son todos de cuatro cilindros en línea. Los gasolina son un 1.1 litros de 54 CV de potencia máxima, un 1.2 litros de 60 CV y un 1.4 litros con dieciséis válvulas y 100 CV, mientras que el diésel es un 1.3 litros de 70 CV (luego 75 CV) con turbocompresor, intercooler e inyección directa con tecnología common rail.
Desde su presentación hasta su cese de producción en 2011 se han producido más de dos millones de unidades, en concreto el 4 de julio de 2011 salía de la planta de Fiat Tychy la unidad dos millones del Fiat Panda presentado en 2003.

### Fiat Panda 4x4
El Fiat Panda 4x4 es la versión todoterreno del Panda, la cual tiene doble tracción o comúnmente llamado tracción en las cuatro ruedas.
Durante los últimos años de producción, Fiat ha seguido realizando mejoras en el modelo, tanto en el diseño de la carrocería e interior como en los motores, instalando los últimos adelantos técnicos y los motores Multijet, más ecológicos que otros motores diésel usados anteriormente en Fiat.
Para el exterior, le dio mayor fuerza a las líneas, los faros delanteros son más grandes y se ampliaron las defensas delanteras y laterales.
El interior fue totalmente remodelado, y al igual que el color de la carrocería, se puede optar entre diversas combinaciones.
Durante los años de producción, Fiat ha ido sacando algunas versiones de serie limitada, como el Panda 4x4 Rossignol del que se hicieron solo 200 unidades.
Actualmente, el Fiat Panda 4x4 cuenta con dos versiones fundamentales: el Panda 4x4 Climbing y el Panda 4x4 Cross.
También hay una versión básica del Panda 4x4 que se diferencia del Panda 4x4 Climbing por ser unos centímetros más pequeño y contar con unos neumáticos 165/70 R14 frente a los 185/65 R14 del Climbing.

#### Panda 4x4 Climbing
El Fiat Panda 4x4 Climbing es una versión con un equipamiento exclusivo que mejora bastante las características del modelo básico. Está pensado para un público que disfruta tanto del campo como de la ciudad.
Viene de serie con paragolpes del mismo color que la carrocería, refuerzos laterales, barras portaequipajes, ordenador de a bordo, airbag de pasajero, cierre centralizado y neumáticos 185/65 R14 con llantas de 15” adaptados para cualquier tipo de terreno.
Como opciones se le puede incluir techo solar abatible y diversos sistemas de navegación.
Están disponibles tres versiones del Panda 4x4 Climbing: Clima, Panorama y Cult.

##### Motores
Motor 1.2
De cuatro cilindros, 1242 cc y 60 CV que puede alcanzar una velocidad máxima de 160 km/h.
- Consigue una aceleración de 0 a 100 km/h en 13,90 segundos.
- La caja de cambios es manual de 5 velocidades.
- Consumo en ciudad de 8,7 l/100 km.
- Consumo extraurbano de 7,8 l/100 km.
- Consumo mixto de 7,0 l/100 km.

El motor 1.2 está dotado de un conversor catódico que reduce las emisiones a 156 g/km.
Otro detalle de este motor es su “sensor de detonación activo” para aprovechar al máximo la potencia producida por el motor ahorrando en consumo.
Motor 1.3 16v
Este motor diésel de la gama Multijet, de cuatro cilindros y 1248 cc, logra una potencia máxima de 70 CV a las 4.000 rpm y una velocidad máxima de 160 km/h.
- Consigue una aceleración de 0 a 100 km/h en 12.90 segundos.
- La caja de cambios es manual de 5 velocidades.
- Consumo en ciudad de 7, 0 l/100 km.
- Consumo extraurbano de 4,4 l/100 km.
- Consumo mixto de 5,3 l/100 km.

El sistema de inyección directa “Common Rail” es uno de los más avanzados tecnológicamente: En un cilindro de un diámetro de 65 cm, alberga cuatro válvulas, un inyector y una bujía lo que le hace el motor más pequeño de su gama con un peso de 130 kg y con unas prestaciones muy similares a los de un motor de gasolina.
En cuanto a las emisiones de CO2, el motor Multijet 1.3 16v produce unas emisiones de 140 g/km.

#### Panda 4x4 Cross

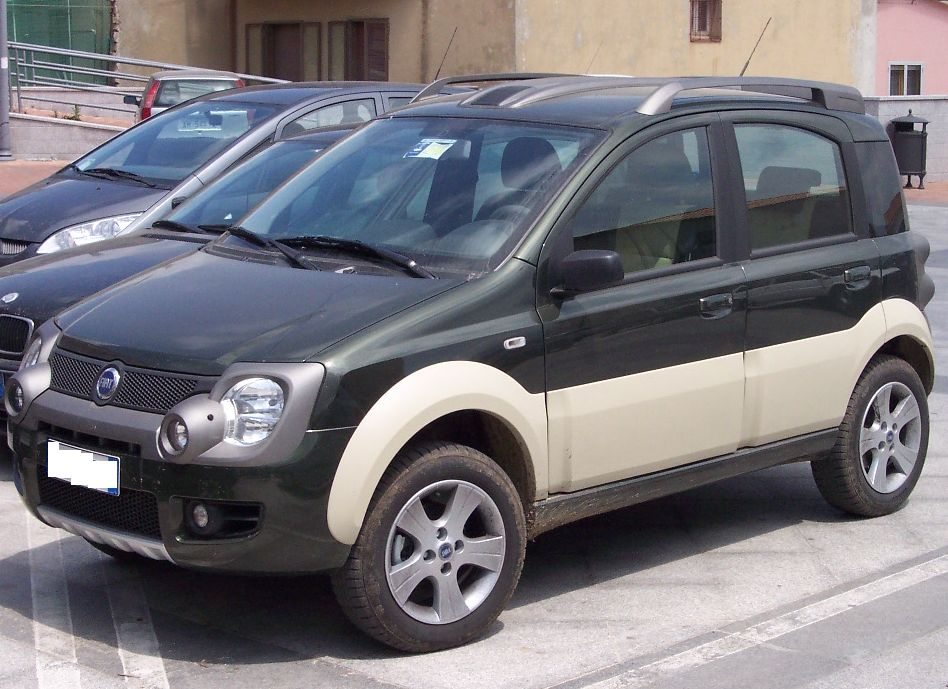
Fiat Panda 4x4 Cross

El Fiat Panda 4x4 Cross es la versión más alta de la gama. En el diseño se ha retocado la carrocería y el interior para darle un aire más deportivo, con lo que se ha conseguido una versión mucho más orientada al todoterreno y al campo.
El paragolpes delantero abarca todo el frontal, y los faros y luces traseras son redondos, a diferencia de los rectangulares de la serie básica o del Climbing, lo que le da un aspecto más agresivo.
Las molduras laterales son bastante gruesas, para proteger mejor los laterales del vehículo.
En cuanto al motor, el Panda Cross 4x4 lleva un Multijet 1.3 de 16v y 70 CV. Las llantas de aleación tienen 15” y usan neumáticos sobredimensionados 175/65 que le permiten moverse con agilidad en cualquier tipo de terreno.

##### Equipamiento
En el interior, de ha dotado de un equipamiento de serie bastante completo:
- Doble airbag delantero
- Reposacabezas traseros
- Faros antiniebla
- Climatizador manual
- Mando a distancia
- Espejos eléctricos
- Elevalunas eléctricos
- Volante de piel
- Lector CD-MP3
- Asiento del conductor con altura regulable
- Dirección asistida eléctrica
- Bloqueo electrónico diferencial con función LD (Locking Differential)
- Sistema de lavafaros

De forma opcional, puede contar con el navegador CONNECTNav Plus, climatizador automático y techo abatible.

### Prototipos

#### Fiat Panda Tanker

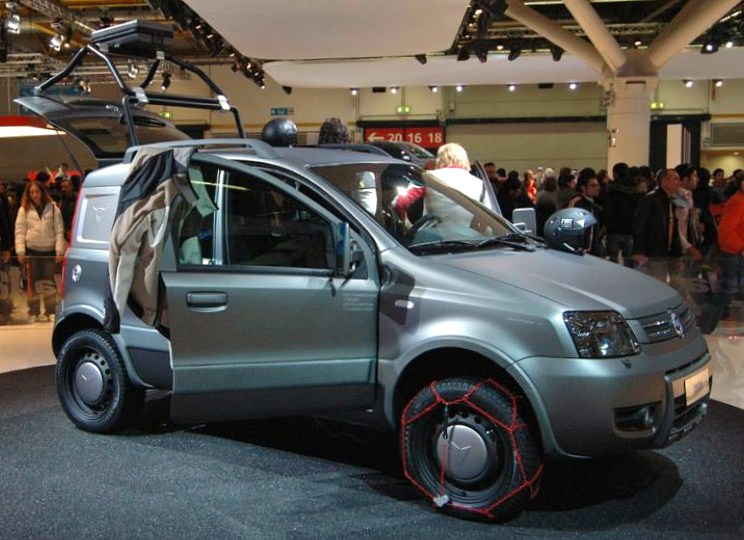
Fiat Panda Tanker

El Fiat Panda Tanker es un prototipo de automóvil basado en el Fiat Panda II. Fue construido en 2006 y fue presentado en el Salón del Automóvil de Bolonia en ese mismo año. Fue diseñado por el Centro Stile Fiat conjuntamente con el fabricante italiano de ropa y equipo para deportes extremos Dainese
El Panda Tanker mantiene el diseño básico y forma general del Panda convencional, con las mismas dimensiones, pero presenta solo tres puertas: las traseras se han sustituido por paneles sólidos y se han eliminado los dos asientos posteriores para aumentar el espacio de carga extra en el interior, donde se han agregado soportes para la fijación de accesorios deportivos.
En el exterior se han agregado estructuras tubulares de aluminio diseñadas para transportar bicicletas de montaña. Los bajos de la carrocería se han reforzado con protecciones y la tracción es integral en las 4 ruedas. Está equipado además con asientos deportivos conformado por un cuerpo de titanio de fibra rígida.
La carrocería fue pintada con un gris mate en el exterior y es impulsado por un motor turbodiésel de 1.3 litros, diseñado para tomar parte en el modelo que se presentó en la prueba de resistencia del Rally Dakar.

### Tabla resumen de mecánicas
| Mecánica              | Inicio | Fin  | Familia    | Tecnología   | Combustible    | Cil. | Cubicaje (cc.) | Vál. | Potencia (CV/ rpm) | Par (Nm/ rpm) | Vel. máx. (km/h) | Aceleración 0-100 km/h (s) | Consumo (l/100km) | Emisión CO2 (g/km) | S&S        | Transmisión | Rel.                          |
| --------------------- | ------ | ---- | ---------- | ------------ | -------------- | ---- | -------------- | ---- | ------------------ | ------------- | ---------------- | -------------------------- | ----------------- | ------------------ | ---------- | ----------- | ----------------------------- |
| 1.1 FIRE              | 2003   | 2008 | Motor FIRE |              | Gasolina       | 4    | 1108           | 8v   | No                 | 54            | 88/ 2750         | 150                        | 15,0              | 17,6               | 133        | No          | Delantera manual              |
| 1.1 FIRE eco          | 2008   | 2010 | Motor FIRE |              | Gasolina       | 4    | 1108           | 8v   | No                 | 54            | 88/ 2750         | 150                        | 15,0              | 20,0               | 119        | No          | Delantera manual              |
| 1.2 FIRE              | 2003   | 2010 | Motor FIRE |              | Gasolina       | 4    | 1242           | 8v   | No                 | 60            | 102/ 2500        | 155                        | 14,0              | 17,9               | 133        | No          | Delantera manual              |
| 1.2 FIRE eco          | 2008   | 2010 | Motor FIRE |              | Gasolina       | 4    | 1242           | 8v   | No                 | 60            | 102/ 2500        | 155                        | 14,0              | 20,0               | 119        | No          | Delantera manual              |
| 1.2 FIRE              | 2009   | 2011 | Motor FIRE |              | Gasolina       | 4    | 1242           | 16v  | No                 | 69            | 102/ 3000        | 162                        | 13,0              | 20,5               | EURO V 113 | No          | Delantera manual              |
| 1.2 FIRE Dualogic     | 2004   | 2010 | Motor FIRE |              | Gasolina       | 4    | 1242           | 8v   | No                 | 60            | 102/ 2500        | 155                        | 14,0              | 18,5               | 127-125    | No          | Delantera automática Dualogic |
| 1.2 FIRE 4x4          | 2004   | 2010 | Motor FIRE |              | Gasolina       | 4    | 1242           | 8v   | No                 | 60            | 102/ 2500        | 145                        | 20,0              | 15,2               | 155        | No          | 4x4 manual                    |
| 1.2 FIRE 4X4          | 2010   | 2011 | Motor FIRE |              | Gasolina       | 4    | 1242           | 16v  | No                 | 69            | 102/ 2500        | 148                        | 15,3              | 16,6               | EURO V 139 | No          | 4x4 manual                    |
| 1.2 FIRE NaturalPower | 2006   | 2010 | Motor FIRE | NaturalPower | Gasolina o GNL | 4    | 1242           | 8v   | No                 | 60 52         | 102/ 2500        | 140                        | 16,1              | 113                | 119        | No          | Delantera manual              |
| 1.2 FIRE EasyPower    | 2008   | 2011 | Motor FIRE | EasyPower    | Gasolina o GLP | 4    | 1242           | 8v   | No                 | 60            | 102/ 2500        | 155                        | 14,0              | 13,9               | 116        | No          | Delantera manual              |
| 1.4 FIRE NaturalPower | 2010   | 2011 | Motor FIRE | NaturalPower | Gasolina o GNL | 4    | 1368           | 8v   | No                 | 77 69         | 115/ 2500        | 155                        | 15,0              | 16,7               | 110        | No          | Delantera manual              |
| 1.4 FIRE              | 2006   | 2010 | Motor FIRE |              | Gasolina       | 4    | 1368           | 16v  | No                 | 100           | 131/ 4250        | 185                        | 9,5               | 15,4               | 154        | No          | Delantera manual              |
| 1.3 JTD               | 2004   | 2010 | Motor JTD  | Multijet     | Gasóleo        | 4    | 1248           | 16v  | Si                 | 69            | 145/ 1500        | 160                        | 13,0              | 23,3               | 114        | No          | Delantera manual              |
| 1.3 JTD 4x4           | 2005   | 2010 | Motor JTD  | Multijet     | Gasóleo        | 4    | 1248           | 16v  | Si                 | 69            | 145/ 1500        | 160 150 (Cross)            | 19,0 18,0 (Cross) | 19,2               | 136        | No          | 4x4 manual                    |
| 1.3 JTD               | 2007   | 2011 | Motor JTD  | Multijet DPF | Gasóleo        | 4    | 1248           | 16v  | Si                 | 75            | 145/ 1500        | 165                        | 13,0              | 23,3               | 113-109    | No          | Delantera manual              |
| 1.3 JTD 4X4           | 2010   | 2011 | Motor JTD  | Multijet DPF | Gasóleo        | 4    | 1248           | 16v  | Si                 | 75            | 145/ 1500        | 152                        | 16,1              | 20,4               | 128        | No          | 4x4 manual                    |

## Tercera generación (2012-2026)
El Fiat Panda (Proyecto 139) de tercera generación es un automóvil del segmento A con una única carrocería de cinco plazas y cinco puertas.

### Historia
La tercera generación del Panda se presentó en el Salón del Automóvil de Fráncfort de 2011. Su comercialización estaba inicialmente prevista para finales de 2011. Finalmente el Panda se comenzó a comercializar en febrero de 2012. La versión comercial se presentó en julio de 2012. Las versiones todocamino y todoterreno se presentaron en el Salón de París de 2012.
en la prueba de Euroncap obtuvo o estrellas

### Descripción

#### Diseño
Fue diseñado por el Centro Stile Fiat manteniendo los rasgos del Panda comercializado desde 2003, ahora con un diseño más compacto y robusto. Las líneas rectas de las generaciones anteriores han sido redondeadas, motivo usado recurrentemente tanto en el exterior como en el interior del automóvil. En el momento de su presentación, se conoció que el Panda estaría disponible en más de 600 combinaciones, producto de combinar las mecánicas, los niveles de equipamiento, los interiores disponibles y los diferentes tipos de llanta. Adicionalmente existen diez colores diferentes de carrocería.

##### Exterior
Respecto al modelo precedente sus dimensiones han crecido. El nuevo modelo tiene unas medidas de 3,65 metros de longitud, 1,64 metros de anchura y 1,55 metros de altura, por lo tanto es 11 centímetros más largo, 6 centímetros más ancho y 1 centímetro más alto que el modelo precedente. La distancia entre ejes es 5 cm mayor respecto al modelo precedente. Las puertas son altas, con amplio ángulo de apertura y gran superficie acristalada. La tercera ventanilla lateral se ha mantenido, sin embargo los faros delanteros y traseros ocupan una posición más alta para mejorar su visibilidad y protegerlos de pequeños golpes.

##### Interior
En el interior la forma de base de diseño utilizada es también el cuadrado redondeado. Para optimizar el espacio interior el freno de mano se ha rediseñado haciéndolo más pequeño y la palanca de cambios de ha mantenido en una posición alta y cercana al volante. El salpicadero se puede elegir en diferentes colores y el asiento delantero del copiloto se pliega completamente convirtiéndose en una mesa auxiliar. Los asientos traseros se pueden mover 16 cm longitudinalmente y pueden tener varias configuraciones: un único asiento de tres plazas, un asiento partido a la mitad (homologado para 2 plazas), o un asiento partido en relación 3/2. La capacidad del maletero aumenta en 10 litros frente a la generación precedente, tiene un espacio de carga totalmente plano, al igualar la altura del suelo del maletero con la de los respaldos de los asientos una vez plegados, y su capacidad es de 238 litros de volumen con las asientos dispuestos en su configuración más atrasada, 260 litros adelantándolos y 870 litros con ellos abatidos. Además, se han dispuesto 14 huecos portaobjetos entre los que se encuentra una guantera cerrada y un gran hueco portaobjetos en el salpicadero, reinterpretando una solución ya adoptada en el Panda aparecido en 1980.

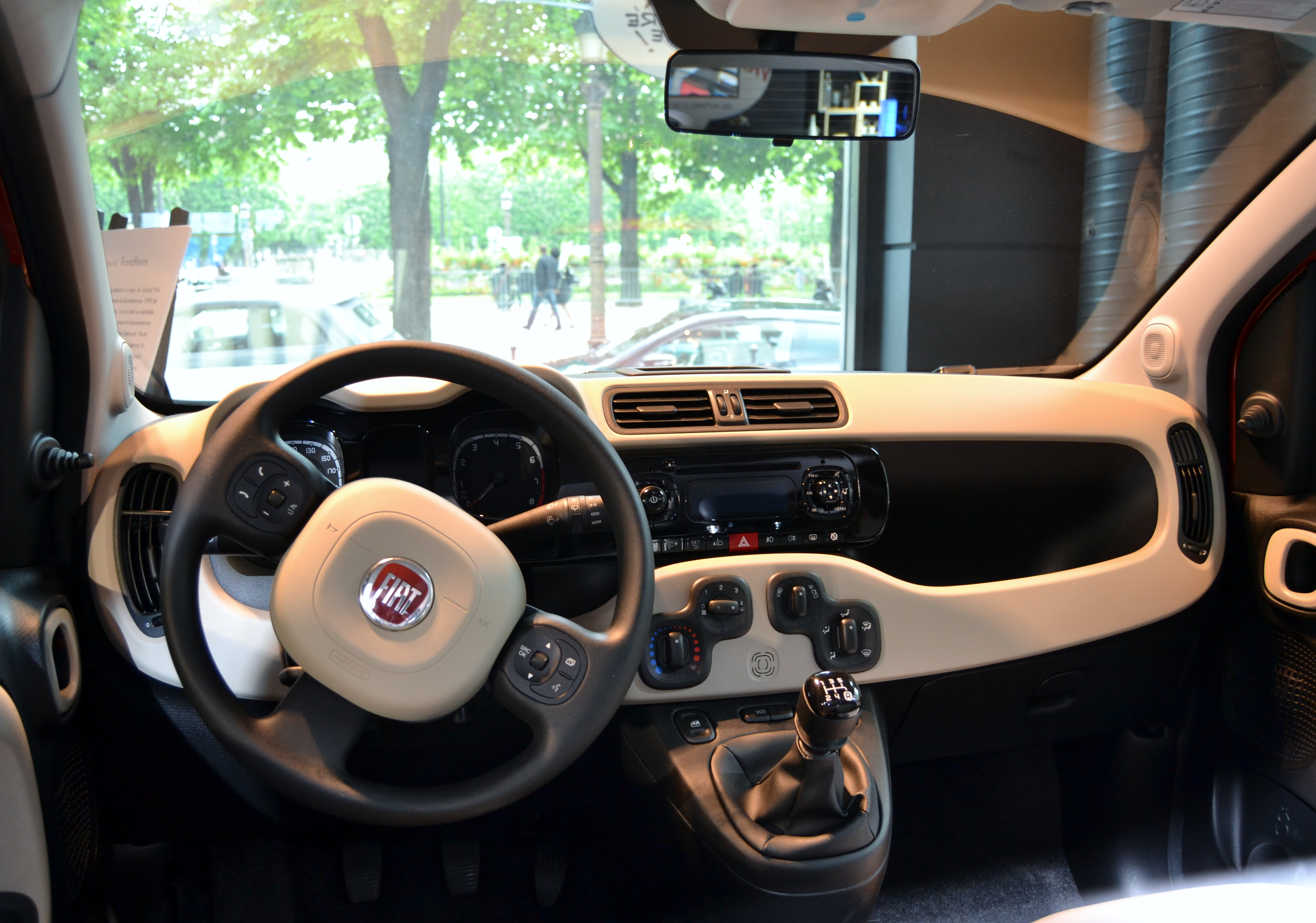
Interior del modelo.

#### Equipamiento
Puede disponer de aire acondicionado o climatizador automático. Opcionalmente puede contar con techo panorámico de grandes dimensiones denominado SkyDome. En el maletero dispone de un compartimento de carga específico y kit de reparación de pinchazos o rueda de emergencia. Para el repostaje de combustible, cuenta con un sistema denominado Smart Fuel en el cual se prescinde del tradicional tapón del depósito y cuenta con un inhibidor que impide el repostado con combustible incorrecto. Ciertas lógicas de funcionamiento pueden ser personalizadas con el sistema My Car.

##### Infoentretenimiento
En ciertas versiones está disponible con Blue&Me, dispositivo diseñado conjuntamente por Fiat Auto y Microsoft, que con los mandos en el volante y el reconocimiento de voz permite manejar el sistema de telefonía móvil por Bluetooth y el reproductor de música del automóvil dotado de USB. Opcionalmente puede equipar una versión más avanzada del sistema desarrollada conjuntamente con TomTom denominada Blue&Me TomTom Live, similar a la presentada en el Lancia Ypsilon (2011). Consiste en un dispositivo portátil integrado en el salpicadero, con pantalla táctil, que aporta funciones de navegador GPS con actualizaciones en tiempo real del estado del tráfico. En opción existe un equipo Hi-Fi con reproductor de CD/MP3.

#### Seguridad

##### Activa
Toda la gama tiene de serie alumbrado diurno con luces led, avisador sobre el uso de los cinturones de seguridad en todas las plazas, ABS con sistema de ayuda en la frenada de emergencia y distribución electrónica de frenado. Opcionalmente es posible que equipe control de estabilidad, control de tracción, Prefill y sistema Hill Holder de ayuda al arranque en pendiente.
Dado su uso eminentemente urbano, en opción está disponible un sistema de frenado automático a baja velocidad denominado City Brake Control, que mediante un sensor láser ubicado en la parte superior del parabrisas detecta los obstáculos existentes delante del vehículo y en determinadas condiciones de peligro aplica automáticamente presión al circuito de frenos.

##### Pasiva
A finales de 2011 el Panda obtuvo cuatro estrellas en las pruebas realizadas por EuroNCAP, con una puntuación total de treinta puntos. Entre otros elementos de seguridad pasiva, la tercera generación del Panda cuenta de série con airbags delanteros y de cortina, reposacabezas delanteros antilatigazo cervical, anclajes Isofix para silla infantiles y cinturones delanteros con pretensores pirotécnicos y limitadores de carga en toda la gama. Opcionalmente es posible equipar airbags delanteros laterales y ajuste de altura para los cinturones de seguridad.

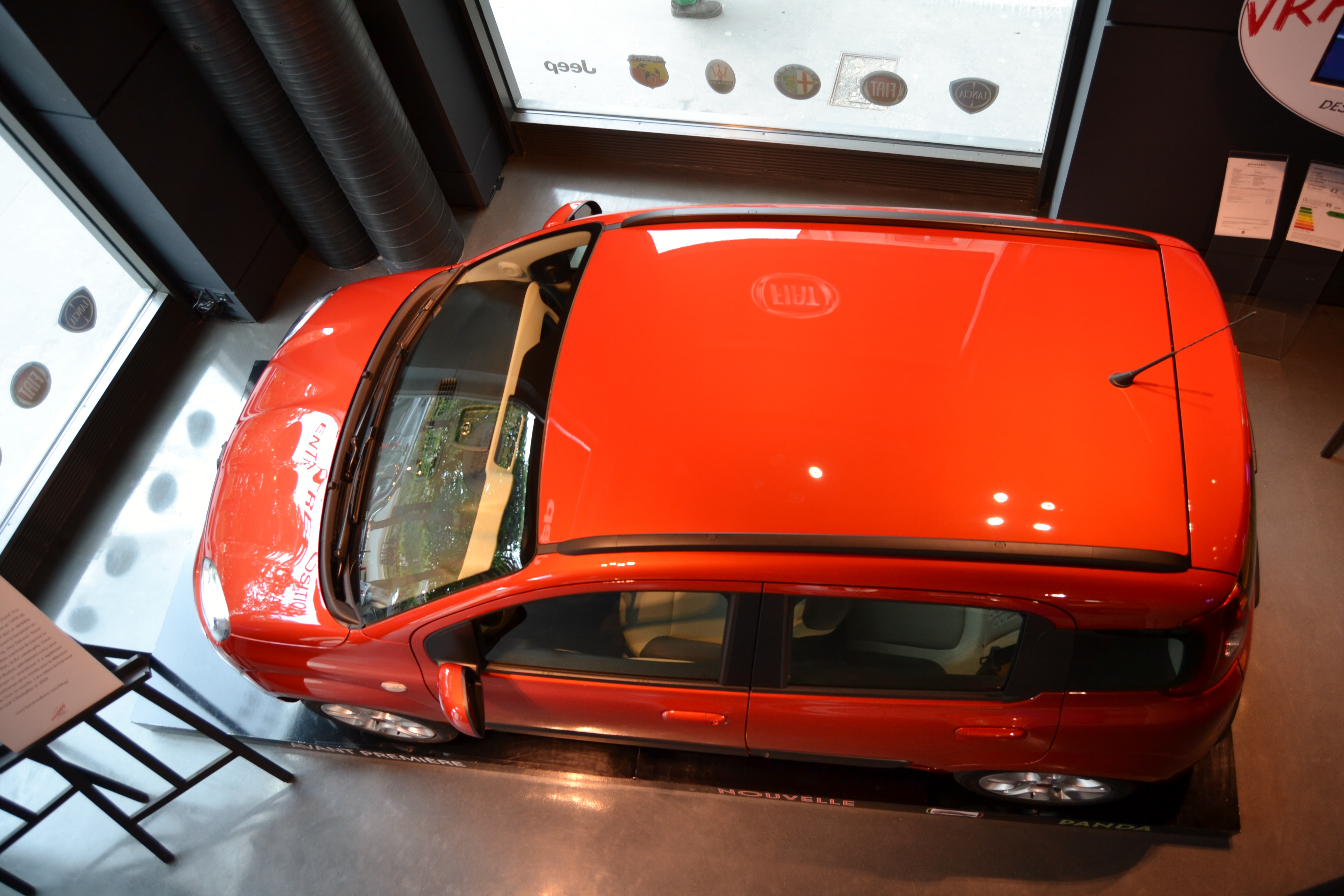
Vista superior del modelo.

#### Plataforma y carrocería
El Panda fue el primer automóvil en utilizar la Plataforma Mini de Fiat, una nueva plataforma modular global basada en la del prototipo Fiat Ecobasic y a la que se le han realizado profundas modificaciones. Su coeficiente aerodinámico es de 0,32. Debido al uso de aceros de alta resistencia su carrocería es más rígida, alcanzándose una rigidez torsional de 71.300 N por radián.

#### Suspensión y dirección
La suspensión en el eje anterior es del tipo MacPherson y en el eje posterior de ruedas tiradas unidas por una barra de torsión. Respecto a la segunda generación, se han usado barras estabilizadoras más rígidas, los susbchasis de ambos ejes tienen una mayor rigidez y ahora el puente trasero es compartido por todas las versiones, tanto las de tracción delantera como las de tracción total. La dirección asistida es del tipo Dualdrive con función City, optimizada para mayor comodidad de uso en entornos urbanos. Su radio de giro es de 9,3 metros.

#### Motorizaciones
El Panda se comercializa desde su debut con tres motores de gasolina y uno diésel, todos ellos con emisiones por debajo de 120 g/km de CO2. tiene disponibles dos motores de gasolina de la familia TwinAir y un FIRE II. Ambos TwinAir tiene 0.9 litros de desplazamiento, son bicilíndricos y cuentan con tecnología MultiAir, uno atmosférico con una potencia de 65 CV y otro sobrealimentado con turbo y un desarrollo de 85 CV. El Fire II es atmosférico de 1.2 litros y 69 CV. El diésel es un motor JTDm con inyección Multijet II de 75 CV de potencia. Todos salvo el motor FIRE disponen de sistema Star&Stop de arranque y parada automática en retenciones. Para contribuir a reducir los consumos,  está equipado según versiones con indicador de marcha recomendada, modo ecológico de funcionamiento del motor pulsando un botón situado en el salpicadero y EcoDrive, sistema que en presencia de Blue&Me y con un software específico para ordenador, aporta al conductor consejos para una conducción ecológica analizando sus estadísticas de uso del motor.

##### Combustibles alternativos
Dependiendo de su país de comercialización se puede optar por motores de combustibles alternativos como gas natural comprimido (GNC) o gas licuado del petróleo (GLP).

###### Gas natural comprimido (GNC)
En determinados países se comercializa una versión NaturalPower de 80 CV del motor TwinAir Turbo de 0.9 litros para su uso con gasolina o GNC.

###### Gas licuado del petróleo (GLP)
Según mercados cuenta con una versión EasyPower de 69 CV del motor Fire 1.2 litros para su uso con gasolina o GLP.

#### Transmisiones
Inicialmente todas las versiones eran tracción delantera pero desde el segundo semestre de 2012 se comercializa en la versión 4x4 con carrocería elevada y sistema de tracción a las cuatro ruedas 4x4 asociado a las mecánicas MultiAir de 85 CV y MultiJet de 75 CV. Desde su debut los motores están asociados a una caja de cambios manual y posteriormente se sumó una transmisión automática robotizada Dualogic para ciertas motorizaciones.

#### Tabla resumen de mecánicas
| Mecánica                 | Inicio | Fin | Familia | Tecnología                  | Combustible    | Cil. | Cubicaje (cc.) | Vál. | Potencia (CV/ rpm) | Par (Nm/ rpm) | Vel. máx. (km/h) | Aceleración 0-100 km/h (s) | Consumo (l/100km) | Emisión CO2 (g/km) | S&S | Transmisión                   | Rel. |
| ------------------------ | ------ | --- | ------- | --------------------------- | -------------- | ---- | -------------- | ---- | ------------------ | ------------- | ---------------- | -------------------------- | ----------------- | ------------------ | --- | ----------------------------- | ---- |
| 0.9 TwinAir              | Debut  |     | TwinAir | MultiAir                    | Gasolina       | 2L   | 875            | 8    | 65                 | 88/ 3500      | 159              | 15,7                       |                   | 99 EURO 5          | Si  | Delantera Manual              | 5    |
| 0.9 TwinAir              | Debut  |     | TwinAir | MultiAir Turbo              | Gasolina       | 2L   | 875            | 8    | 85                 | 145/ 1900     | 177              | 11,2                       | 4,2               | 99 EURO 5          | Si  | Delantera Manual              | 5    |
| 0.9 TwinAir Dualogic     | 2012   |     | TwinAir | MultiAir Turbo              | Gasolina       | 2L   | 875            | 8    | 85 5500            | 145/ 1900     | 177              | 11,2                       | 4,1               | 95 EURO 5          | Si  | Delantera Automática Dualogic | 5    |
| 0.9 TwinAir 4x4          | 2012   |     | TwinAir | MultiAir Turbo              | Gasolina       | 2L   | 875            | 8    | 85 5500            | 145/ 1900     | 166              | 12,1                       | 4,9               | 114 EURO 5         | Si  | 4x4 Manual                    | 6    |
| 1.2 FIRE                 | 2012   |     | FIRE    |                             | Gasolina       | 4L   | 1242           | 8    | 69 5500            | 102/ 3000     | 164              | 14,2                       | 5,2               | 120 EURO 5         | No  | Delantera Manual              | 5    |
| 1.3 JTD                  | Debut  |     | JTD     | MultiJet II Turbo           | Gasóleo        | 4L   | 1248           | 16   | 75                 | 190/ 1500     | 168              | 12,8                       | 3,9               | 104 EURO 5         | Si  | Delantera Manual              | 5    |
| 1.3 JTD 4x4              | 2012   |     | JTD     | MultiJet II Turbo           | Gasóleo        | 4L   | 1248           | 16   | 75/ 4000           | 190/ 1500     | 159              | 14,5                       | 4,7               | 125 EURO 5         | Si  | 4x4 Manual                    | 5    |
| 0.9 TwinAir NaturalPower | 2012   |     | TwinAir | MultiAir NaturalPower Turbo | GNC o gasolina | 2L   | 875            | 8    | 80/ 2500           | 140/ 2500     | 168              | 12,8                       |                   | 86 EURO 5          | Si  | Delantera Manual              | 5    |
| 1.2 FIRE EasyPower       | 2012   |     | FIRE    | EasyPower                   | GLP o gasolina | 4L   | 1242           | 8    | 69/ 5500           | 102/ 3000     | 164              | 14,2                       |                   | 107 EURO 5         | No  | Delantera Manual              | 5    |

### Versiones

#### Panda 4x4

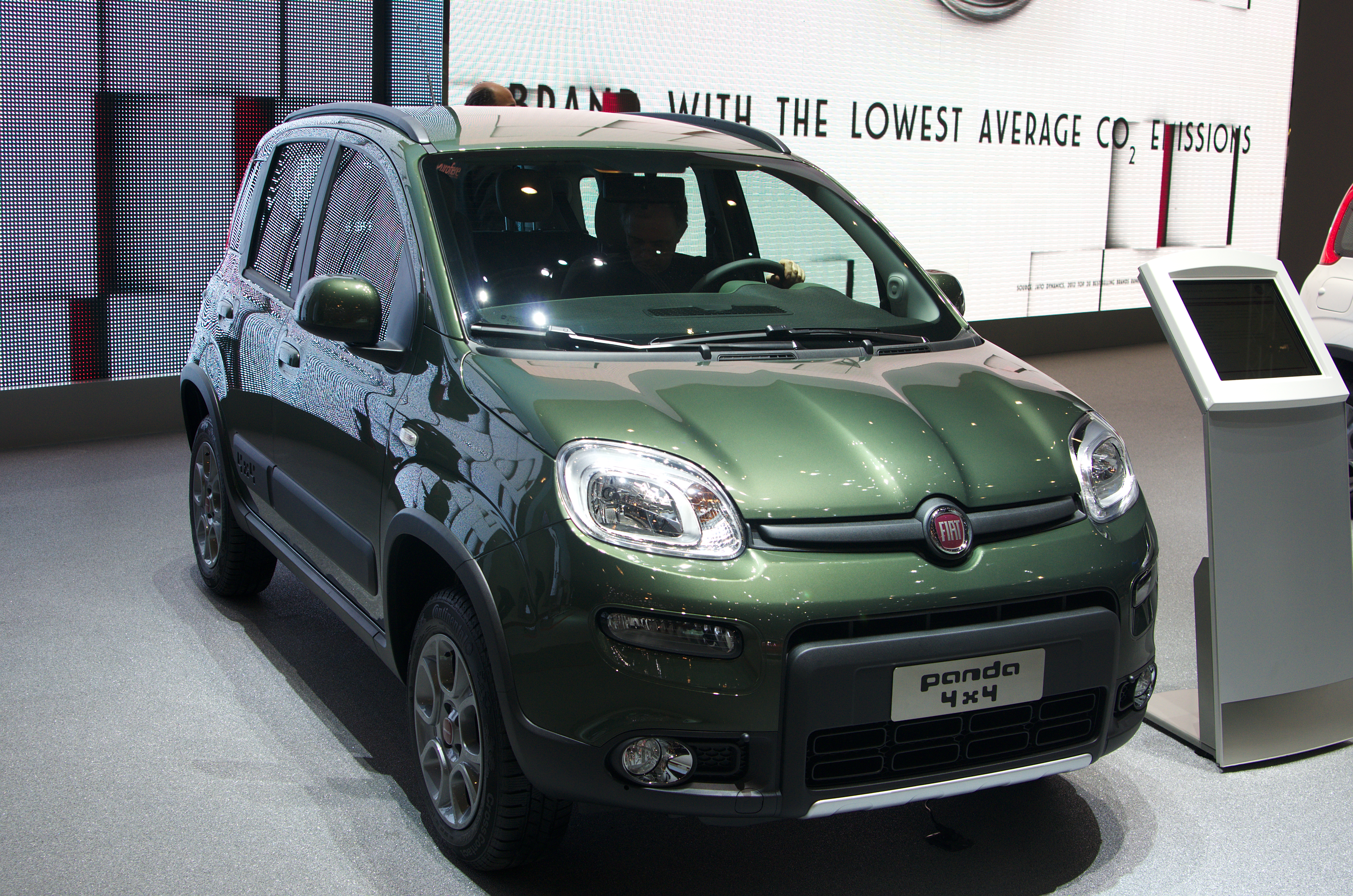
Fiat Panda 4x4

El Fiat Panda 4x4 se presentó en el Salón del Automóvil de París de 2012, convirtiéndose en el automóvil con tracción total más económico y el único automóvil del segmento A con tracción a las cuatro ruedas. La diferencia principal del Panda 4x4 respecto a la de tracción delantera es su transmisión, sin embargo la versión 4x4 tiene numerosos elementos diferenciales.

##### Diseño
En el interior del automóvil, la consola es ahora de tonos verdes, cuenta con una guantera adicional y los asientos y paneles de las puertas están tapizados en un tejido mixto con piel ecológica en colores verde, beige o naranja. Además la consola central está situada en una posición más elevada. Exteriormente el Panda 4x4 cuenta con dos colores exclusivos denominados naranja Sicilia y verde Toscana.

##### Carrocería y suspensión
La carrocería cuenta con protectores de las puertas específicos con el nombre de la versión, paragolpes con protecciones de aluminio en la parte baja tanto del delantero como el trasero y, protegiendo los bajos de todo el automóvil, molduras negras en los pasos de rueda y en los faldones. Debido a los paragolpes y protecciones, sus dimensiones exteriores son ligeramente mayores a las del modelo de carretera. Mide 3,68 metros de largo, 1,67 de ancho y 1,60 de alto. La batallase se mantiene en 2,30 metros, así como la vía delantera en 1,41 y la trasera en 1,40 metros. Sin embargo el tubo de escape enrasado y la carrocería elevada respecto al suelo, 3 centímetros en la vía delantera y 3,5 en la trasera. Con ello se consiguen unos ángulos de entrada y salida de 20 y 36 grados respectivamente, siendo los ángulos de entrada, salida y ventral más grandes de su categoría. Mantiene la suspensión delantera independiente y la trasera semiindependiente, sin embargo esta última ha sido diseñada de nuevo para la versión 4x4.

##### Motorizaciones y caja de cambios
Las motorizaciones disponibles son dos. Un motor JTD con tecnología MultiJet II que desarrolla 75 CV y un motor TwinAir con tecnología MultiAir con 85 CV, ambos dotados con turbocompresor y Star&Stop. Respecto a las versiones de carretera, la altura de la toma de aire del motor ha sido elevada. Ambos se encuentran asociados a cajas de cambio manuales, de cinco relaciones el primero y de seis el segundo. En ambos casos las cajas han sido optimizadas teniendo en cuenta el tipo de uso del automóvil, contando con una primera relación especialmente corta.

##### Transmisión y neumáticos
La nueva versión 4x4 del Panda adopta nuevas soluciones técnicas, abandonando el acoplamiento viscoso entre los diferenciales delantero y trasero visto en la anterior generación. El nuevo sistema de tracción total, denominado Torque On Demand, es ahora permanente, con dos diferenciales con reparto variable de par entre ejes, controlados electrónicamente según la adherencia puntual y las condiciones de circulación. Para mejorar la motricidad el sistema cuenta con bloqueo electrónico de diferencial, conectable mediante un botón en el salpicadero siempre que la velocidad sea inferior a los 50 km/h. Los utilizados neumáticos son para carretera y fuera de ella.

#### Panda Trekking

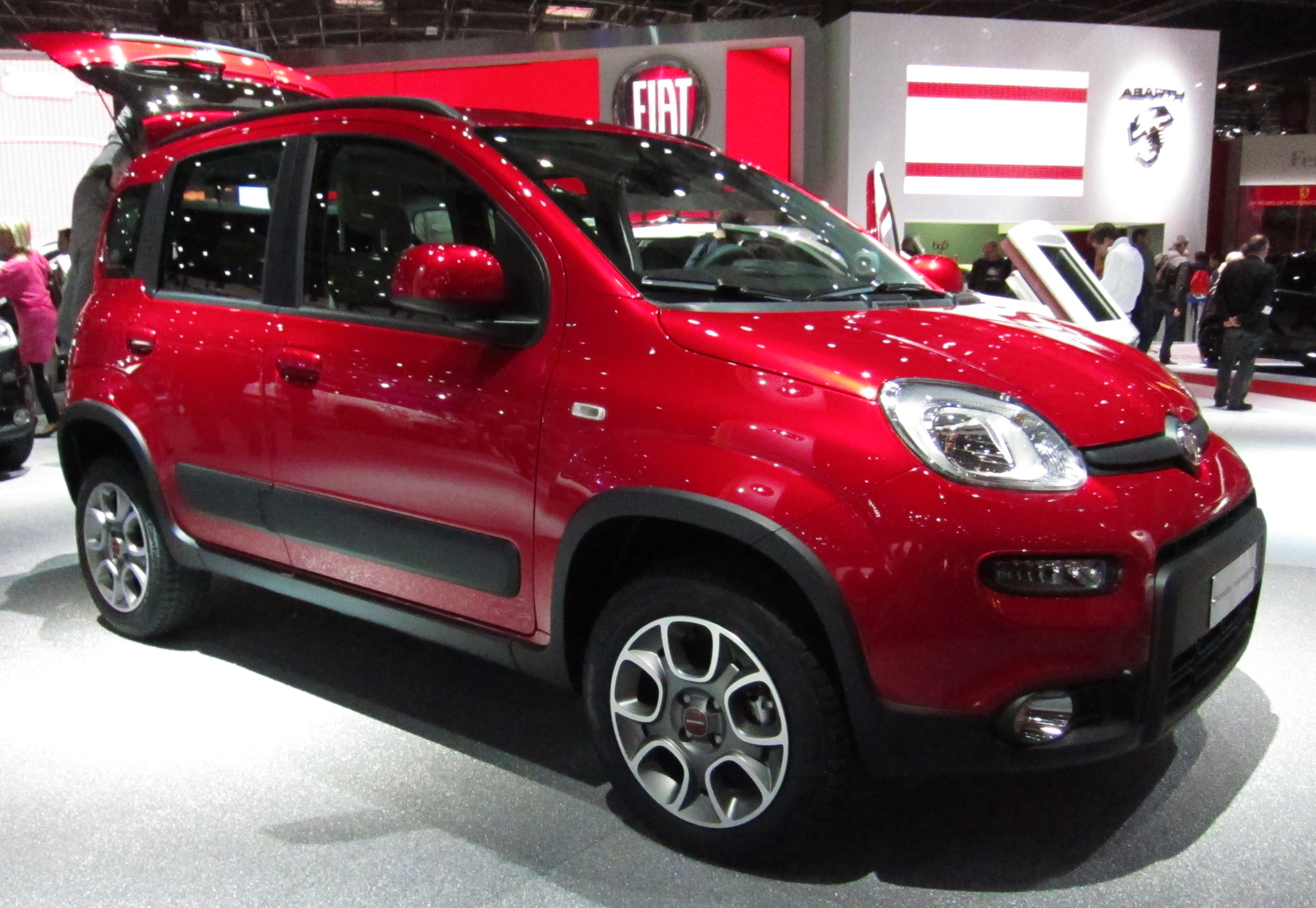
Fiat Panda Trekking

El Fiat Panda Treeking se presentó en el Salón del Automóvil de París de 2012 junto con la versión 4x4. Está diseñado para su uso en ciudad y caminos no asfaltados que no revistan dificultad. Estéticamente es igual al modelo 4x4 salvo por los protectores de aluminio, ausentes en la versión Trekkiing. Mecánicamente, a diferencia del modelo 4x4, cuenta con sistema de tracción delantera y no de tracción a las cuatro ruedas. Si comparte con la versión 4x4 el tipo de suspensión, altura más elevada respecto al suelo y neumáticos específicos.  El control de tracción, denominado Traction+, se ha ajustado para su funcionamiento en vías no asfaltadas, contando con lógicas especiales para ese entorno. Se puede activar manualmente a velocidades menores a 30 km/h pulsando un botón en el salpicadero, con ello el control de tracción frena las ruedas que pierden adherencia y envía más par a la rueda contraria del mismo eje.

#### Panda Van
En julio de 2012 se anunció una versión comercial del Panda comercializada por Fiat Professional. Exteriormente el Fiat Panda Van se distingue al tener las lunas traseras oscurecidas y poder tener opcionalmente los paragolpes del color de la carrocería. Interiormente se ofrece dos versiones de dos y cuatro plazas. En la versión de dos plazas la zona de carga tiene un suelo plano con doble fondo con múltiples huecos portaobjetos y el espacio total disponible es de 1200 litros, ofreciendo un metro cúbico de carga. En la versión de cuatro plazas con los asientos traseros abatidos ofrece 1000 litros de capacidad. En ambas versiones una red metálica separa la carga del espacio destinado a los pasajeros. La capacidad de carga es de 500 kg u opcionalmente 780 con suspensiones específicas reforzadas.
Existen cuatro mecánicas tradicionales disponibles para los Panda Van: JTD 1.3 Multijet II de 75 CV y tracción delantera o total, Motor FIRE 1.2 de 69 CV y tracción delantera o TwinAir 0.9 Turbo de 85 CV y tracción total. Además existen dos versiones movidas por combustibles alternativos: Motor FIRE 1.2 EasyPower de 69 CV movida por gasolina o GLP y motor TwinAir 0.9 Turbo NaturalPower de 80 CV movida por gasolina o GNC.

#### Panda Cross

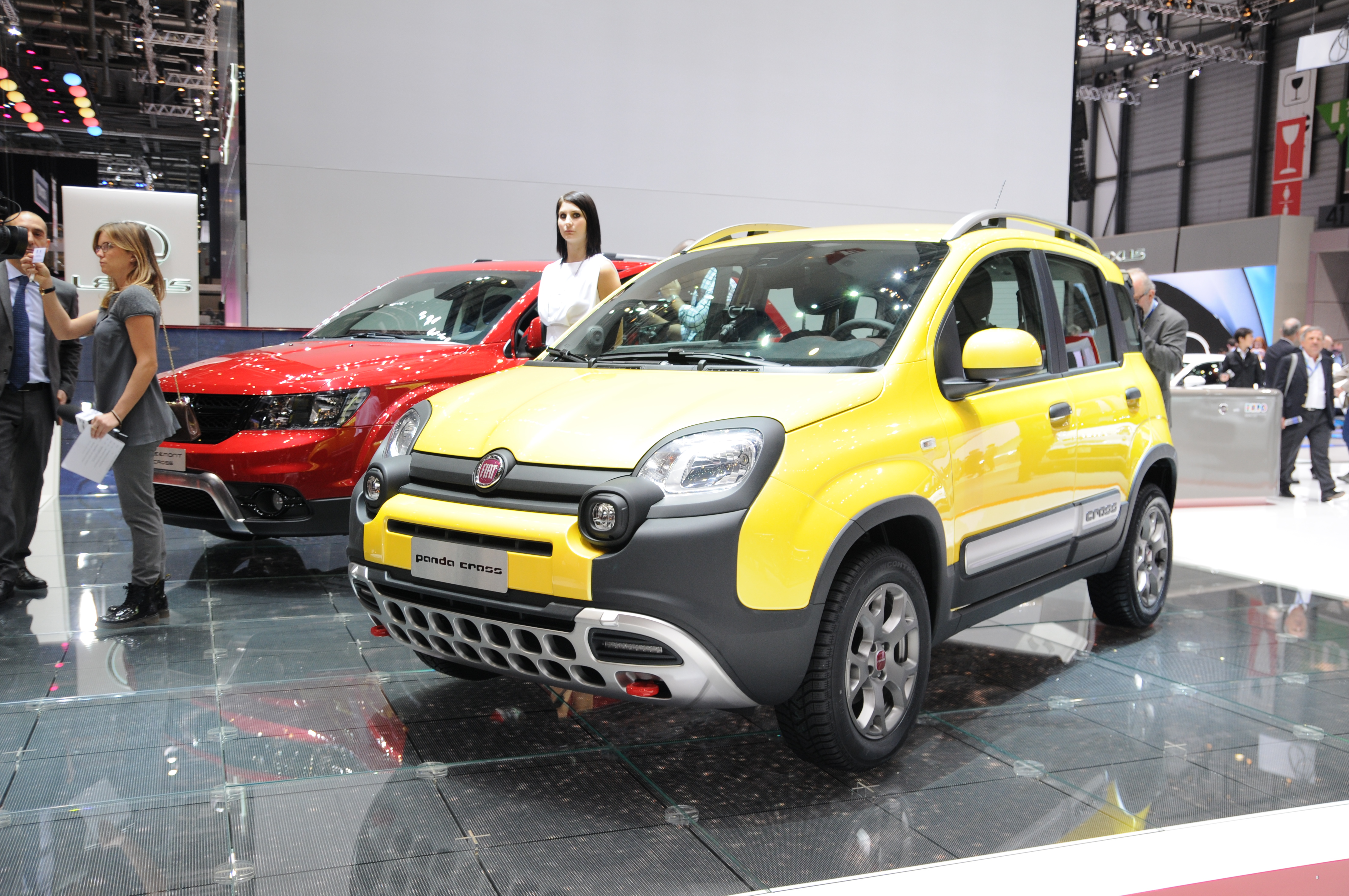
Fiat Panda Cross

#### Panda City Cross
En julio de 2017 la marca italiana anunció el lanzamiento del Fiat Panda City Cross, una versión que mantiene la estética campera del Panda Cross pero que no cuenta con tracción total. Se comercializa únicamente con el motor FIRE 1.2 EasyPower de 69 CV.

#### Abarth Panda
Desde el lanzamiento de la tercera generación, se especula sobre una posible futura preparación del Panda por Abarth, al igual que sucediéra con la segunda generación.

### Publicidad

#### Campaña de lanzamiento
Con motivo del inicio de la producción del Panda en Italia tras años fabricándose en el extranjero, Fiat mostró en el país un anuncio de televisión de fuerte impacto emocional que apelaba al orgullo nacional. Bajo el eslogan "la Italia que queremos" (en italiano:"l'Italia che ci piace"), en sus 90 segundos de duración trata de despertar el instinto patriótico del país. Repite en cierta medida la fórmula empleada por su filial Chrysler en el anuncio protagonizado por Eminem para la Superbowl de 2011 y denominado “made in Detroit”. El anuncio fue rodado en la misma planta en la que se produce el Panda, así como en localidades cercanas. Se prescindió de actores profesionales y en su lugar son los propios trabajadores de la fábrica los que protagonizan el cortometraje. Se puso en antena el 22 de enero de 2012 y fue creado por la agencia Kube Libre y dirigido por Luciano Nardi, con música de Flavio Ibba.

#### Fiat Likes U
En Italia la firma, en colaboración con el Ministerio de Educación, puso en marcha en diferentes universidades un proyecto de coches compartidos denominado "Fiat Likes U" para incentivar la movilidad sostenible. Los estudiantes de las universidades de Turín, Roma, Milán, Salerno, Parma, Cosenza, Pisa y Catania podían compartir varias unidades de los Fiat 500L y Fiat Panda reservando los viajes a través de una web dedicada. Paralelamente el grupo automovilístico puso en marcha un sistema de becas universitarias entre otras acciones.

#### Monster Truck
En diciembre de 2012, poco después de la presentación del Panda 4x4 y sin haberse entregado las primeras unidades, el modelo apareció convertido en un monster truck de ruedas enormes y tamaño diminuto en una vídeo viral grabado en la estación de esquí italiana de Val D'Aosta. Publicado inicialmente por un usuario anónimo, posteriormente se dio a conocer que en realidad se trataba de un modelo creado por la propia Fiat para un anuncio televisivo encargado a la agencia Leo Burnett. Las ruedas del Panda monster truck tienen un diámetro de 1,50 metros con una anchura de 50cm y las dimensiones del monster truck son 3,90 m de alto, 3,80 m de largo y 2,50 m de ancho.

### Premios

#### 2012
- Fiat Panda: nominado para coche del año en Europa 2013 - Car of the Year[85]  (Europa)
- Fiat Panda Natural Power: automóvil más ecológico de Suiza - Schweizer Illustrierte[86] (Suiza)
- Fiat Panda 4x4: SUV del año - Top Gear[87] (Reino Unido)

### Fábrica
Para la fabricación de la tercera generación del Panda la producción fue trasladada a Italia, a diferencia de la segunda que se fabricaba en la planta polaca de Fiat Tychy junto al Ford Ka y al Fiat 500. Para ello se impartieron doscientas mil horas de formación y se realizó una inversión de 800 millones de € para adaptar las líneas de montaje de la histórica fábrica de Fiat Pomigliano d'Arco tras el cese de producción de los Alfa Romeo 159 y Alfa Romeo 159 Sportwagon. Inicialmente las previsiones eran alcanzar una producción de 1.050 unidades diarias, o lo que es lo mismo, de 180 a 190.000 unidades anuales.